# St. Petrus (Grammelkam)

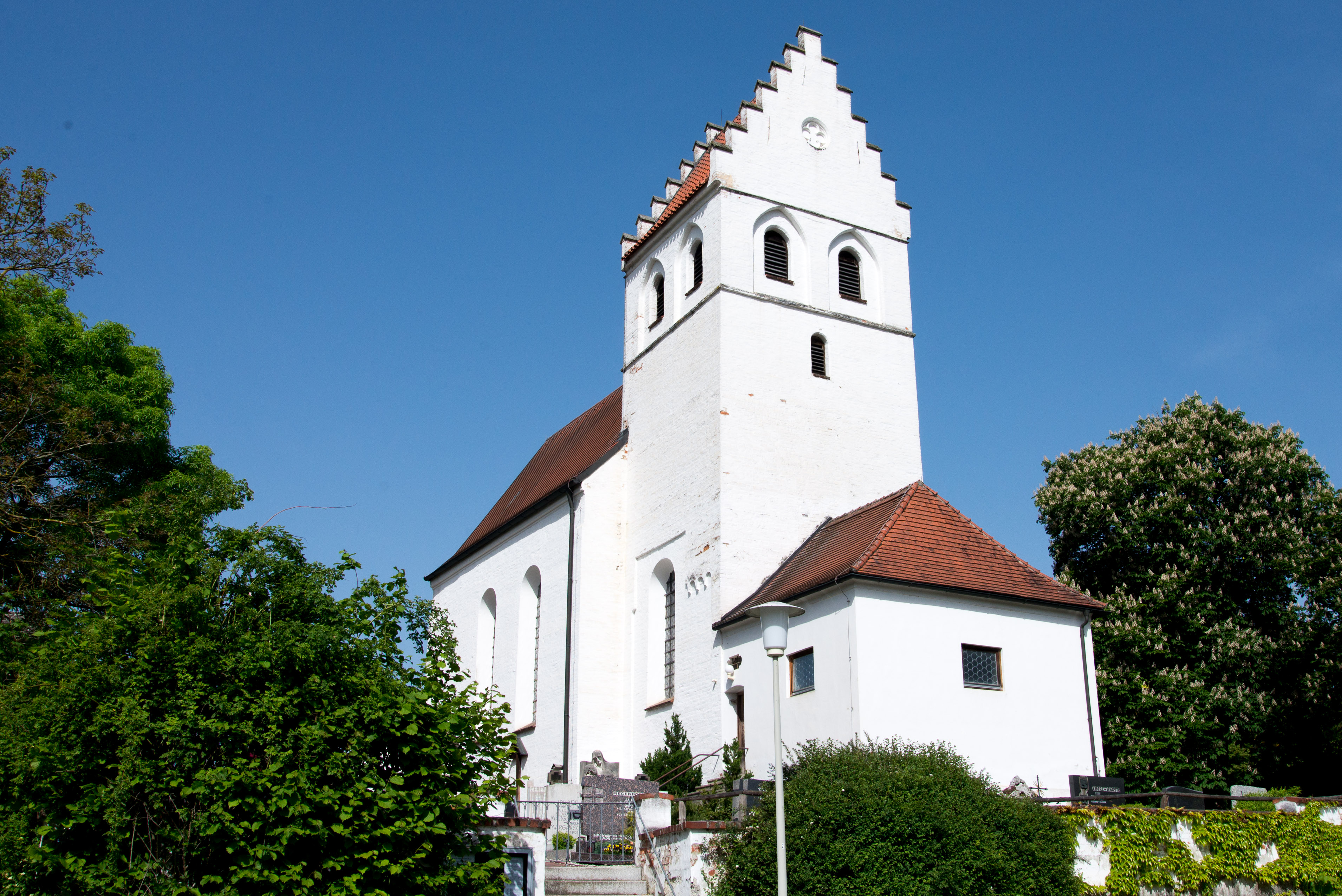
Außenansicht der Pfarrkirche St. Petrus von Südosten

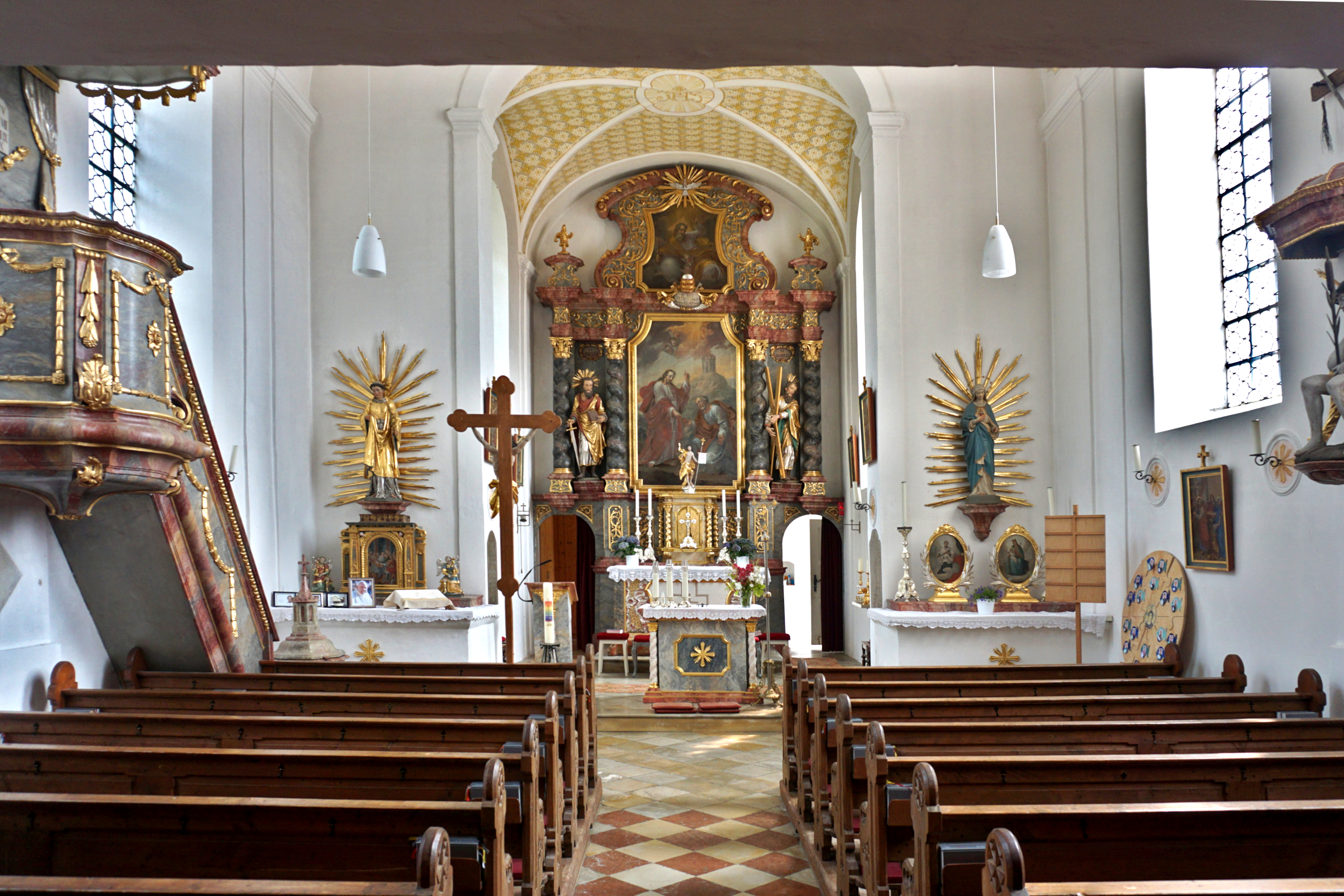
Innenraum der Pfarrkirche

Die römisch-katholische Pfarrkirche St. Petrus (auch Peterskirche genannt) in Grammelkam, einem Ortsteil der Gemeinde Kumhausen im niederbayerischen Landkreis Landshut, ist eine spätromanische Chorturmkirche, die gegen Ende des 12. Jahrhunderts entstanden sein dürfte. Sie ist als Baudenkmal mit der Nummer D-2-74-146-7 beim Bayerischen Landesamt für Denkmalpflege eingetragen. Seit 1979 gehört die Pfarrei Grammelkam zum Pfarrverband Achdorf–Kumhausen mit Sitz in Landshut–St. Margaret.

## Geschichte
Die heutige Pfarrkirche geht im Kern auf einen spätromanischen Bau zurück, der wohl gegen Ende des 12. Jahrhunderts entstanden ist. Für die Bauzeit typisch sind die gedrungene Gestalt des Langhauses und der diesem auf der Ostseite vorgesetzte Chorturm. Es ist anzunehmen, dass bereits einige Jahrhunderte zuvor an gleicher Stelle eine Vorgängerkirche erbaut worden war, da Grammelkam im Jahr 820 erstmals urkundlich erwähnt wurde. Die erste urkundliche Erwähnung von St. Petrus datiert auf das Jahr 1315, als die Freisinger Diözesanmatrikel in Grammelkam eine Pfarrkirche samt Friedhof erfasste.
In der Barockzeit fand eine durchgreifende Umgestaltung statt. So wurden beispielsweise die Langhausmauern erhöht, die Fensteröffnungen entsprechend vergrößert, ein auf Pilastern ruhendes Schalgewölbe sowie eine Doppelempore eingezogen und eine völlig neue Kirchenausstattung geschaffen. Weitere Renovierungsmaßnahmen fanden in den Jahren 1902/1903, 1976 und 1996 statt. Bei letzterer Maßnahme wurden die 1903 vom Kirchenmaler Irl geschaffenen Deckengemälde nach alten Vorlagen erneuert. Daneben wurden die überwiegend aus dem 17. und 18. Jahrhundert datierenden Ausstattungsstücke restauriert.

## Architektur
Die spätromanische Baugestalt der Pfarrkirche St. Petrus hat sich erhalten. Davon zeugen insbesondere das gedrungene, dreijochige Langhaus sowie der östlich vorgesetzte Chorturm, dessen Erdgeschoss den Altarraum enthält. Das noch aus der Erbauungszeit datierende, rundbogige Südportal mit zweifach gestuftem Naturstein-Gewände wurde 1976 wieder geöffnet, nachdem es zuvor lange Zeit zugesetzt gewesen war. Heimatkundliche Forschungen haben ergeben, dass es große Ähnlichkeiten mit dem Portal der alten  Landshuter Martinskirche besitzt. Beide Kirchenbauten dürften etwa um die gleiche Zeit entstanden sein. Ein weiteres, im 19. oder frühen 20. Jahrhundert geschaffenes Kirchenportal befindet sich auf der Westseite. Die Fensteröffnungen in Langhaus und Chor wurden barock verändert und schließen nach oben hin mit Rundbögen ab. Auf der Ost- und Südseite des Turmes sowie auf der Westseite des Langhauses befinden sich zugesetzte romanische Rundbogenfensterchen. Der noch im frühen 20. Jahrhundert unverputzte Backsteinbau ist heute weiß getüncht.
Der sattelgedeckte Chorturm über nahezu quadratischem Grundriss ist am Erdgeschoss auf der Süd- und Nordseite mit einem einfachen, romanischen Rundbogenfries auf gekehlten Konsolsteinen verziert. Dieses Muster wird jeweils von den barocken Chorfenstern unterbrochen. Die spitzbogigen Schallöffnungen, wiederum mit Spitzbogenblenden hinterlegt, und die runde Maßwerkblende in dem getreppten Giebel wurden im 19. Jahrhundert im neugotischen Stil ausgeführt.

## Ausstattung
Der barocke Hochaltar, dessen Aufbau von vier gewundenen Säulen getragen wird, wurde laut der Pfarreibeschreibung von 1874 im Jahr 1686 von Pfarrer Kapetta gestiftet. Das Altarblatt schuf der Landshuter Maler Georg Franz Fischer um 1730 im Stil des frühen Rokoko. Es zeigt, wie Jesus Christus dem Kirchenpatron Petrus die Schlüssel überreicht. Die Assistenzfiguren über den seitlichen Durchgängen stellen die Heiligen Paulus und Andreas dar. Im Auszug befindet sich ein Bild von Gott Vater.
Die neugotischen Seitenaltäre, um 1860 geschaffen, wurden 1909 durch neobarocke Altäre ersetzt. Diese wiederum wurden um 1970 entfernt. An deren Stelle stehen heute Renaissancealtärchen auf einer einfachen Mensa. Diese zeigen Figuren der Heiligen Stephanus und Josef. Volksaltar und Ambo wurden in der zweiten Hälfte des 20. Jahrhunderts von einem Nachbarn gestiftet.
Die Kanzel wurde gegen Ende des 18. Jahrhunderts im Zeitalter des Klassizismus geschaffen. Vom Stil her erinnert sie an die Ausstattung der Pfarrkirche St. Nikolaus in Altfraunhofen. Der Kreuzweg ist eine Arbeit im Nazarenerstil. Das Vortragekreuz ist das wahrscheinlich einzig erhaltene Stück dieser Art von dem berühmten Landshuter Rokokobildhauer Christian Jorhan d. Ä. Eine Besonderheit trat bei der Beerdigung des letzten Grammelkamer Pfarrers Polland zutage, als eine alte Ziegeltreppe, die unter die Kirche führt, entdeckt wurde.

### Orgel
Die Orgel wurde im Jahr 1906 von Franz Borgias Maerz aus München geschaffen. Auch der neobarocke Prospekt stammt aus dieser Zeit. Das pneumatische Kegelladeninstrument mit freistehendem Spieltisch umfasst fünf Register auf einem Manual und Pedal. Die Disposition lautet folgendermaßen:
| I Manual C–f3 |    |
| Principal     | 8′ |
| Salicional    | 8′ |
| Gedackt       | 8′ |
| Fugara        | 4′ |

| Pedal C–d1 |     |
| Subbaß     | 16′ |

- Koppel: I/P, Super I
- Spielhilfe: Tutti

### Glocken
Vor der Beschlagnahme zu Kriegszwecken im Jahr 1917 befand sich im Turm von St. Petrus eine Glocke aus dem 15. Jahrhundert. Diese besaß einen Durchmesser von 62 Zentimetern und trug die Inschrift † sancti spiritvs assit nobis gratia hilf got dvrch sand peter vnd sand pauls • amen in gotischen Minuskeln. Die Worttrennung erfolgte durch stilistierte Lilien. Auch die 176 Kilogramm schwere Petersglocke aus dem Jahr 1856 wurde 1917 beschlagnahmt und eingeschmolzen.
Im Jahr 1930 erhielt die Pfarrkirche drei Glocken, die von Johann Hahn aus Landshut gegossen wurden. Zwei dieser Glocken mussten im Jahr 1942 wiederum für Kriegszwecke abgeführt werden. Heute sind erneut drei Glocken vorhanden: eine von 1930 mit Reliefdarstellung der Maria mit Kind unter einem Baldachin und der Inschrift Fulgura frango, mortuos plango (lat. „Blitze breche ich, Tote beklage ich“); eine von 1949 mit halbfigurigen Christusdarstellung; eine von 1963 mit einem Relief des heiligen Petrus und der Inschrift vivos voco (lat. „Lebende rufe ich“, Fortsetzung der Inschrift von 1930).